# Torneo Apertura 2005 (Colombia)
El Torneo Apertura 2005 fue la sexagésima primera edición de la Categoría Primera A de fútbol profesional colombiano, siendo el primer torneo de la temporada 2005. Comenzó el sábado 12 de febrero y finalizó el domingo 26 de junio.

## Cobertura por televisión
Para el Torneo Apertura los derechos de transmisión por TV cerrada estuvieron a cargo de las cableoperadoras DirecTV (quien en ese año se fusionó con Sky) y TV Cable.  Para TV abierta estuvo a cargo el Canal RCN, transmitiendo un partido por fecha.
Como dato curioso, para la transmisión del juego de vuelta de la final del torneo por RCN, estuvo como comentarista invitado el famoso relator argentino Marcelo Araujo, quien estuvo al lado de Carlos Antonio Vélez y Jorge Eliecer Torres en la transmisión.

## Sistema de juego
En la primera etapa se juegan 18 fechas bajo el sistema de todos contra todos, al término de los cuales los ocho primeros clasificados avanzan a los cuadrangulares semifinales. Allí los ocho equipos se dividen en dos grupos (A, pares y B impares). Los ganadores de cada grupo se enfrentan en junio para decidir al campeón del torneo, que obtendrá un cupo en la fase de grupos de la Copa Libertadores 2006.

## Equipos participantes

### Relevo anual de clubes
| Ascendido a la Primera A                      |
| --------------------------------------------- |
| Real Cartagena (Campeón de la Primera B 2004) |

| Descendido a la Primera B                          |
| -------------------------------------------------- |
| Cortuluá (Peor promedio acumulado en la Primera A) |

### Datos de los clubes
- Para esta temporada el Bogotá Chicó cambió de denominación y sede, trasladándose a Tunja y convirtiéndose en el Boyacá Chicó.[2][3]

| Equipo                 | Ciudad       | Estadio                        | Aforo  |
| ---------------------- | ------------ | ------------------------------ | ------ |
| América de Cali        | Cali         | Olímpico Pascual Guerrero      | 39.195 |
| Atlético Bucaramanga   | Bucaramanga  | Alfonso López                  | 19.000 |
| Atlético Huila         | Neiva        | Guillermo Plazas Alcid         | 17.000 |
| Atlético Nacional      | Medellín     | Atanasio Girardot              | 42.000 |
| Boyacá Chicó           | Tunja        | La Independencia               | 6.000  |
| Deportes Quindío       | Armenia      | Centenario                     | 24.000 |
| Deportes Tolima        | Ibagué       | Manuel Murillo Toro            | 31.000 |
| Deportivo Cali         | Cali         | Olímpico Pascual Guerrero      | 39.195 |
| Deportivo Pasto        | Pasto        | Departamental Libertad         | 19.700 |
| Deportivo Pereira      | Pereira      | Hernán Ramírez Villegas        | 30.313 |
| Envigado F. C.         | Envigado     | Polideportivo Sur              | 12.000 |
| Independiente Medellín | Medellín     | Atanasio Girardot              | 42.000 |
| Junior                 | Barranquilla | Metropolitano Roberto Meléndez | 47.000 |
| Millonarios            | Bogotá       | Nemesio Camacho El Campín      | 46.018 |
| Once Caldas            | Manizales    | Palogrande                     | 35.553 |
| Real Cartagena         | Cartagena    | Pedro de Heredia               | 14.000 |
| Independiente Santa Fe | Bogotá       | Nemesio Camacho El Campín      | 46.018 |
| Unión Magdalena        | Santa Marta  | Eduardo Santos                 | 10.000 |

## Todos contra todos

### Clasificación
Actualizado al 15 de mayo de 2005.
| Pos | Equipo                 | Pts | PJ | PG | PE | PP | GF | GC | Dif |
| --- | ---------------------- | --- | -- | -- | -- | -- | -- | -- | --- |
| 1.  | Atlético Nacional      | 36  | 18 | 10 | 6  | 2  | 36 | 20 | 16  |
| 2.  | Independiente Santa Fe | 28  | 18 | 7  | 7  | 4  | 20 | 16 | 4   |
| 3.  | Independiente Medellín | 27  | 18 | 8  | 3  | 7  | 22 | 23 | -1  |
| 4.  | Envigado F. C.         | 27  | 18 | 7  | 6  | 5  | 33 | 24 | 9   |
| 5.  | Deportivo Cali         | 27  | 18 | 7  | 6  | 5  | 24 | 18 | 6   |
| 6.  | Atlético Huila         | 27  | 18 | 7  | 6  | 5  | 16 | 12 | 4   |
| 7.  | Deportes Tolima        | 27  | 18 | 6  | 9  | 3  | 21 | 14 | 7   |
| 8.  | Once Caldas            | 26  | 18 | 6  | 8  | 4  | 21 | 17 | 4   |
| 9.  | Deportivo Pasto        | 26  | 18 | 6  | 8  | 4  | 22 | 21 | 1   |
| 10. | Junior                 | 25  | 18 | 7  | 4  | 7  | 26 | 23 | 3   |
| 11. | América de Cali        | 24  | 18 | 6  | 6  | 6  | 24 | 26 | -2  |
| 12. | Real Cartagena         | 24  | 18 | 7  | 3  | 8  | 18 | 20 | -2  |
| 13. | Boyacá Chicó           | 22  | 18 | 6  | 4  | 8  | 18 | 19 | -1  |
| 14. | Millonarios            | 21  | 18 | 4  | 9  | 5  | 25 | 33 | -8  |
| 15. | Atlético Bucaramanga   | 20  | 18 | 5  | 5  | 8  | 14 | 18 | -4  |
| 16. | Unión Magdalena        | 16  | 18 | 4  | 4  | 10 | 11 | 22 | -11 |
| 17. | Deportes Quindío       | 16  | 18 | 4  | 4  | 10 | 14 | 32 | -18 |
| 18. | Deportivo Pereira      | 14  | 18 | 2  | 8  | 8  | 15 | 22 | -7  |

 Pts=Puntos; PJ=Partidos jugados; G=Partidos ganados; E=Partidos empatados; P=Partidos perdidos; GF=Goles a favor; GC=Goles en contra; DIF=Diferencia de gol
|  | Clasificado para los cuadrangulares semifinales. |
|  | Eliminado                                        |

### Resultados
| Fecha 1 - 12 y 13 de febrero de 2005 | Fecha 1 - 12 y 13 de febrero de 2005 | Fecha 1 - 12 y 13 de febrero de 2005 | Fecha 1 - 12 y 13 de febrero de 2005 |
| Fecha                                | Equipo local                         | Resultado                            | Equipo visitante                     |
| ------------------------------------ | ------------------------------------ | ------------------------------------ | ------------------------------------ |
| 12 de febrero                        | Envigado                             | 4 - 1                                | Millonarios                          |
| 13 de febrero                        | Deportivo Cali                       | 0 - 1                                | Medellín                             |
| 13 de febrero                        | Atlético Nacional                    | 2 - 1                                | América de Cali                      |
| 13 de febrero                        | Tolima                               | 1 - 1                                | Pasto                                |
| 13 de febrero                        | Santa Fe                             | 3 - 1                                | Quindío                              |
| 13 de febrero                        | Once Caldas                          | 1 - 0                                | Cartagena                            |
| 13 de febrero                        | Boyacá Chicó                         | 1 - 0                                | Huila                                |
| 13 de febrero                        | Bucaramanga                          | 0 - 1                                | Pereira                              |
| 13 de febrero                        | Magdalena                            | 1 - 0                                | Junior                               |

| Fecha 2 - 16 de febrero de 2005 | Fecha 2 - 16 de febrero de 2005 | Fecha 2 - 16 de febrero de 2005 | Fecha 2 - 16 de febrero de 2005 |
| Fecha                           | Equipo local                    | Resultado                       | Equipo visitante                |
| ------------------------------- | ------------------------------- | ------------------------------- | ------------------------------- |
| 16 de febrero                   | Huila                           | 0 - 0                           | Tolima                          |
| 16 de febrero                   | Millonarios                     | 2 - 2                           | Boyacá Chicó                    |
| 16 de febrero                   | Pereira                         | 1 - 1                           | Envigado                        |
| 16 de febrero                   | Medellín                        | 0 - 1                           | Bucaramanga                     |
| 16 de febrero                   | Cartagena                       | 1 - 3                           | Atlético Nacional               |
| 16 de febrero                   | Quindío                         | 0 - 1                           | Once Caldas                     |
| 16 de febrero                   | Pasto                           | 1 - 1                           | Santa Fe                        |
| 16 de febrero                   | Junior                          | 3 - 3                           | Deportivo Cali                  |
| 16 de febrero                   | América de Cali                 | 2 - 1                           | Magdalena                       |

| Fecha 3 - 19 y 20 de febrero de 2005 | Fecha 3 - 19 y 20 de febrero de 2005 | Fecha 3 - 19 y 20 de febrero de 2005 | Fecha 3 - 19 y 20 de febrero de 2005 |
| Fecha                                | Equipo local                         | Resultado                            | Equipo visitante                     |
| ------------------------------------ | ------------------------------------ | ------------------------------------ | ------------------------------------ |
| 19 de febrero                        | Atlético Nacional                    | 3 - 0                                | Quindío                              |
| 20 de febrero                        | Santa Fe                             | 0 - 2                                | Tolima                               |
| 20 de febrero                        | Magdalena                            | 0 - 1                                | Cartagena                            |
| 20 de febrero                        | Bucaramanga                          | 0 - 2                                | Junior                               |
| 20 de febrero                        | Envigado                             | 3 - 3                                | Medellín                             |
| 20 de febrero                        | Boyacá Chicó                         | 2 - 1                                | Pereira                              |
| 20 de febrero                        | Huila                                | 1 - 1                                | Millonarios                          |
| 20 de febrero                        | Once Caldas                          | 1 - 1                                | Pasto                                |
| 20 de febrero                        | América de Cali                      | 0 - 0                                | Deportivo Cali                       |

| Fecha 4 - 26 y 27 de febrero de 2005 | Fecha 4 - 26 y 27 de febrero de 2005 | Fecha 4 - 26 y 27 de febrero de 2005 | Fecha 4 - 26 y 27 de febrero de 2005 |
| Fecha                                | Equipo local                         | Resultado                            | Equipo visitante                     |
| ------------------------------------ | ------------------------------------ | ------------------------------------ | ------------------------------------ |
| 26 de febrero                        | Santa Fe                             | 1 - 0                                | Once Caldas                          |
| 27 de febrero                        | Tolima                               | 3 - 3                                | Millonarios                          |
| 27 de febrero                        | Pereira                              | 0 - 0                                | Huila                                |
| 27 de febrero                        | Junior                               | 3 - 2                                | Envigado                             |
| 27 de febrero                        | América de Cali                      | 1 - 2                                | Bucaramanga                          |
| 27 de febrero                        | Cartagena                            | 0 - 1                                | Deportivo Cali                       |
| 27 de febrero                        | Quindío                              | 2 - 0                                | Magdalena                            |
| 27 de febrero                        | Pasto                                | 1 - 1                                | Atlético Nacional                    |
| 27 de febrero                        | Medellín                             | 1 - 0                                | Boyacá Chicó                         |

| Fecha 5 - 2 de marzo de 2005 | Fecha 5 - 2 de marzo de 2005 | Fecha 5 - 2 de marzo de 2005 | Fecha 5 - 2 de marzo de 2005 |
| Fecha                        | Equipo local                 | Resultado                    | Equipo visitante             |
| ---------------------------- | ---------------------------- | ---------------------------- | ---------------------------- |
| 2 de marzo                   | Atlético Nacional            | 1 - 1                        | Santa Fe                     |
| 2 de marzo                   | Magdalena                    | 2 - 0                        | Pasto                        |
| 2 de marzo                   | Deportivo Cali               | 3 - 0                        | Quindío                      |
| 2 de marzo                   | Bucaramanga                  | 0 - 1                        | Cartagena                    |
| 2 de marzo                   | Envigado                     | 1 - 1                        | América de Cali              |
| 2 de marzo                   | Huila                        | 1 - 0                        | Medellín                     |
| 2 de marzo                   | Millonarios                  | 3 - 2                        | Pereira                      |
| 2 de marzo                   | Once Caldas                  | 1 - 2                        | Tolima                       |
| 2 de marzo                   | Boyacá Chicó                 | 2 - 0                        | Junior                       |

| Fecha 6 - 5 y 6 de marzo de 2005 | Fecha 6 - 5 y 6 de marzo de 2005 | Fecha 6 - 5 y 6 de marzo de 2005 | Fecha 6 - 5 y 6 de marzo de 2005 |
| Fecha                            | Equipo local                     | Resultado                        | Equipo visitante                 |
| -------------------------------- | -------------------------------- | -------------------------------- | -------------------------------- |
| 5 de marzo                       | Medellín                         | 2 - 1                            | Millonarios                      |
| 6 de marzo                       | Tolima                           | 2 - 0                            | Pereira                          |
| 6 de marzo                       | Junior                           | 1 - 0                            | Huila                            |
| 6 de marzo                       | América de Cali                  | 1 - 1                            | Boyacá Chicó                     |
| 6 de marzo                       | Cartagena                        | 0 - 1                            | Envigado                         |
| 6 de marzo                       | Quindío                          | 2 - 1                            | Bucaramanga                      |
| 6 de marzo                       | Pasto                            | 1 - 0                            | Deportivo Cali                   |
| 6 de marzo                       | Santa Fe                         | 0 - 0                            | Magdalena                        |
| 6 de marzo                       | Once Caldas                      | 0 - 2                            | Atlético Nacional                |

| Fecha 7 - 12 y 13 de marzo de 2005 | Fecha 7 - 12 y 13 de marzo de 2005 | Fecha 7 - 12 y 13 de marzo de 2005 | Fecha 7 - 12 y 13 de marzo de 2005 |
| Fecha                              | Equipo local                       | Resultado                          | Equipo visitante                   |
| ---------------------------------- | ---------------------------------- | ---------------------------------- | ---------------------------------- |
| 12 de marzo                        | Deportivo Cali                     | 1 - 1                              | Santa Fe                           |
| 13 de marzo                        | Atlético Nacional                  | 1 - 3                              | Tolima                             |
| 13 de marzo                        | Magdalena                          | 1 - 1                              | Once Caldas                        |
| 13 de marzo                        | Bucaramanga                        | 2 - 0                              | Pasto                              |
| 13 de marzo                        | Envigado                           | 3 - 0                              | Quindío                            |
| 13 de marzo                        | Boyacá Chicó                       | 1 - 2                              | Cartagena                          |
| 13 de marzo                        | Huila                              | 3 - 0                              | América de Cali                    |
| 13 de marzo                        | Millonarios                        | 0 - 0                              | Junior                             |
| 13 de marzo                        | Pereira                            | 3 - 0                              | Medellín                           |

| Fecha 8 - 15 y 16 de marzo de 2005 | Fecha 8 - 15 y 16 de marzo de 2005 | Fecha 8 - 15 y 16 de marzo de 2005 | Fecha 8 - 15 y 16 de marzo de 2005 |
| Fecha                              | Equipo local                       | Resultado                          | Equipo visitante                   |
| ---------------------------------- | ---------------------------------- | ---------------------------------- | ---------------------------------- |
| 15 de marzo                        | Santa Fe                           | 0 - 0                              | Bucaramanga                        |
| 16 de marzo                        | Tolima                             | 0 - 0                              | Medellín                           |
| 16 de marzo                        | América de Cali                    | 1 - 1                              | Millonarios                        |
| 16 de marzo                        | Cartagena                          | 1 - 1                              | Huila                              |
| 16 de marzo                        | Quindío                            | 1 - 0                              | Boyacá Chicó                       |
| 16 de marzo                        | Pasto                              | 2 - 1                              | Envigado                           |
| 16 de marzo                        | Once Caldas                        | 1 - 1                              | Deportivo Cali                     |
| 16 de marzo                        | Atlético Nacional                  | 2 - 0                              | Magdalena                          |
| 16 de marzo                        | Junior                             | 2 - 0                              | Pereira                            |

| Fecha 9 - 19 y 20 de marzo de 2005 | Fecha 9 - 19 y 20 de marzo de 2005 | Fecha 9 - 19 y 20 de marzo de 2005 | Fecha 9 - 19 y 20 de marzo de 2005 |
| Fecha                              | Equipo local                       | Resultado                          | Equipo visitante                   |
| ---------------------------------- | ---------------------------------- | ---------------------------------- | ---------------------------------- |
| 19 de marzo                        | Millonarios                        | 0 - 3                              | Santa Fe                           |
| 20 de marzo                        | Pereira                            | 2 - 2                              | Once Caldas                        |
| 20 de marzo                        | Medellín                           | 0 - 4                              | Atlético Nacional                  |
| 20 de marzo                        | Junior                             | 0 - 1                              | Magdalena                          |
| 20 de marzo                        | Deportivo Cali                     | 2 - 0                              | América de Cali                    |
| 20 de marzo                        | Cartagena                          | 1 - 0                              | Bucaramanga                        |
| 20 de marzo                        | Quindío                            | 1 - 4                              | Envigado                           |
| 20 de marzo                        | Pasto                              | 1 - 0                              | Boyacá Chicó                       |
| 20 de marzo                        | Tolima                             | 1 - 2                              | Huila                              |

| Fecha 10 - 2 y 3 de abril de 2005 | Fecha 10 - 2 y 3 de abril de 2005 | Fecha 10 - 2 y 3 de abril de 2005 | Fecha 10 - 2 y 3 de abril de 2005 |
| Fecha                             | Equipo local                      | Resultado                         | Equipo visitante                  |
| --------------------------------- | --------------------------------- | --------------------------------- | --------------------------------- |
| 2 de abril                        | Deportivo Cali                    | 3 - 3                             | Atlético Nacional                 |
| 2 de abril                        | Envigado                          | 2 - 1                             | Santa Fe                          |
| 3 de abril                        | Magdalena                         | 0 - 0                             | Tolima                            |
| 3 de abril                        | Bucaramanga                       | 1 - 1                             | Once Caldas                       |
| 3 de abril                        | Boyacá Chicó                      | 3 - 4                             | Pasto                             |
| 3 de abril                        | Huila                             | 2 - 0                             | Quindío                           |
| 3 de abril                        | Millonarios                       | 2 - 1                             | Cartagena                         |
| 3 de abril                        | Pereira                           | 1 - 2                             | América de Cali                   |
| 3 de abril                        | Medellín                          | 1 - 0                             | Junior                            |

| Fecha 11 - 6 de abril de 2005 | Fecha 11 - 6 de abril de 2005 | Fecha 11 - 6 de abril de 2005 | Fecha 11 - 6 de abril de 2005 |
| Fecha                         | Equipo local                  | Resultado                     | Equipo visitante              |
| ----------------------------- | ----------------------------- | ----------------------------- | ----------------------------- |
| 6 de abril                    | Tolima                        | 1 - 1                         | Junior                        |
| 6 de abril                    | Quindío                       | 3 - 3                         | Millonarios                   |
| 6 de abril                    | Pasto                         | 3 - 1                         | Huila                         |
| 6 de abril                    | Santa Fe                      | 1 - 0                         | Boyacá Chicó                  |
| 6 de abril                    | Once Caldas                   | 2 - 2                         | Envigado                      |
| 6 de abril                    | Atlético Nacional             | 3 - 2                         | Bucaramanga                   |
| 6 de abril                    | Magdalena                     | 2 - 0                         | Deportivo Cali                |
| 6 de abril                    | América de Cali               | 3 - 2                         | Medellín                      |
| 6 de abril                    | Cartagena                     | 1 - 1                         | Pereira                       |

| Fecha 12 - 9 y 10 de abril de 2005 | Fecha 12 - 9 y 10 de abril de 2005 | Fecha 12 - 9 y 10 de abril de 2005 | Fecha 12 - 9 y 10 de abril de 2005 |
| Fecha                              | Equipo local                       | Resultado                          | Equipo visitante                   |
| ---------------------------------- | ---------------------------------- | ---------------------------------- | ---------------------------------- |
| 9 de abril                         | Envigado                           | 2 - 4                              | Atlético Nacional                  |
| 10 de abril                        | Deportivo Cali                     | 1 - 2                              | Tolima                             |
| 10 de abril                        | Bucaramanga                        | 2 - 1                              | Magdalena                          |
| 10 de abril                        | Junior                             | 5 - 3                              | América de Cali                    |
| 10 de abril                        | Boyacá Chicó                       | 1 - 1                              | Once Caldas                        |
| 10 de abril                        | Huila                              | 0 - 0                              | Santa Fe                           |
| 10 de abril                        | Millonarios                        | 2 - 2                              | Pasto                              |
| 10 de abril                        | Pereira                            | 1 - 1                              | Quindío                            |
| 10 de abril                        | Medellín                           | 2 - 1                              | Cartagena                          |

| Fecha 13 - 16 y 17 de abril de 2005 | Fecha 13 - 16 y 17 de abril de 2005 | Fecha 13 - 16 y 17 de abril de 2005 | Fecha 13 - 16 y 17 de abril de 2005 |
| Fecha                               | Equipo local                        | Resultado                           | Equipo visitante                    |
| ----------------------------------- | ----------------------------------- | ----------------------------------- | ----------------------------------- |
| 16 de abril                         | Atlético Nacional                   | 2 - 0                               | Boyacá Chicó                        |
| 17 de abril                         | Tolima                              | 0 - 0                               | América de Cali                     |
| 17 de abril                         | Cartagena                           | 3 - 1                               | Junior                              |
| 17 de abril                         | Quindío                             | 0 - 0                               | Medellín                            |
| 17 de abril                         | Santa Fe                            | 0 - 1                               | Millonarios                         |
| 17 de abril                         | Once Caldas                         | 1 - 0                               | Huila                               |
| 17 de abril                         | Pasto                               | 0 - 0                               | Pereira                             |
| 17 de abril                         | Magdalena                           | 1 - 3                               | Envigado                            |
| 17 de abril                         | Deportivo Cali                      | 2 - 0                               | Bucaramanga                         |

| Fecha 14 - 23 y 24 de abril de 2005 | Fecha 14 - 23 y 24 de abril de 2005 | Fecha 14 - 23 y 24 de abril de 2005 | Fecha 14 - 23 y 24 de abril de 2005 |
| Fecha                               | Equipo local                        | Resultado                           | Equipo visitante                    |
| ----------------------------------- | ----------------------------------- | ----------------------------------- | ----------------------------------- |
| 23 de abril                         | Millonarios                         | 0 - 3                               | Once Caldas                         |
| 23 de abril                         | América de Cali                     | 2 - 1                               | Cartagena                           |
| 24 de abril                         | Bucaramanga                         | 0 - 0                               | Tolima                              |
| 24 de abril                         | Envigado                            | 0 - 0                               | Deportivo Cali                      |
| 24 de abril                         | Boyacá Chicó                        | 1 - 0                               | Magdalena                           |
| 24 de abril                         | Huila                               | 0 - 0                               | Atlético Nacional                   |
| 24 de abril                         | Pereira                             | 0 - 1                               | Santa Fe                            |
| 24 de abril                         | Medellín                            | 2 - 1                               | Pasto                               |
| 24 de abril                         | Junior                              | 3 - 1                               | Quindío                             |

| Fecha 15 - 30 de abril y 1 de mayo de 2005 | Fecha 15 - 30 de abril y 1 de mayo de 2005 | Fecha 15 - 30 de abril y 1 de mayo de 2005 | Fecha 15 - 30 de abril y 1 de mayo de 2005 |
| Fecha                                      | Equipo local                               | Resultado                                  | Equipo visitante                           |
| ------------------------------------------ | ------------------------------------------ | ------------------------------------------ | ------------------------------------------ |
| 30 de abril                                | Santa Fe                                   | 2 - 1                                      | Medellín                                   |
| 1 de mayo                                  | Tolima                                     | 1 - 2                                      | Cartagena                                  |
| 1 de mayo                                  | Quindío                                    | 1 - 0                                      | América de Cali                            |
| 1 de mayo                                  | Pasto                                      | 2 - 1                                      | Junior                                     |
| 1 de mayo                                  | Once Caldas                                | 1 - 0                                      | Pereira                                    |
| 1 de mayo                                  | Atlético Nacional                          | 1 - 1                                      | Millonarios                                |
| 1 de mayo                                  | Magdalena                                  | 0 - 1                                      | Huila                                      |
| 1 de mayo                                  | Deportivo Cali                             | 1 - 0                                      | Boyacá Chicó                               |
| 1 de mayo                                  | Bucaramanga                                | 0 - 0                                      | Envigado                                   |

| Fecha 16 - 7 de mayo de 2005 | Fecha 16 - 7 de mayo de 2005 | Fecha 16 - 7 de mayo de 2005 | Fecha 16 - 7 de mayo de 2005 |
| Fecha                        | Equipo local                 | Resultado                    | Equipo visitante             |
| ---------------------------- | ---------------------------- | ---------------------------- | ---------------------------- |
| 7 de mayo                    | Envigado                     | 2 - 0                        | Tolima                       |
| 7 de mayo                    | Boyacá Chicó                 | 2 - 0                        | Bucaramanga                  |
| 7 de mayo                    | Huila                        | 2 - 0                        | Deportivo Cali               |
| 7 de mayo                    | Millonarios                  | 1 - 0                        | Magdalena                    |
| 7 de mayo                    | Pereira                      | 1 - 1                        | Atlético Nacional            |
| 7 de mayo                    | Medellín                     | 1 - 0                        | Once Caldas                  |
| 7 de mayo                    | Junior                       | 1 - 1                        | Santa Fe                     |
| 7 de mayo                    | América de Cali              | 1 - 0                        | Pasto                        |
| 7 de mayo                    | Cartagena                    | 1 - 0                        | Quindío                      |

| Fecha 17 - 11 de mayo de 2005 | Fecha 17 - 11 de mayo de 2005 | Fecha 17 - 11 de mayo de 2005 | Fecha 17 - 11 de mayo de 2005 |
| Fecha                         | Equipo local                  | Resultado                     | Equipo visitante              |
| ----------------------------- | ----------------------------- | ----------------------------- | ----------------------------- |
| 11 de mayo                    | Tolima                        | 3 - 0                         | Quindío                       |
| 11 de mayo                    | Pasto                         | 1 - 1                         | Cartagena                     |
| 11 de mayo                    | Santa Fe                      | 2 - 5                         | América de Cali               |
| 11 de mayo                    | Once Caldas                   | 2 - 1                         | Junior                        |
| 11 de mayo                    | Atlético Nacional             | 3 - 1                         | Medellín                      |
| 11 de mayo                    | Magdalena                     | 1 - 1                         | Pereira                       |
| 11 de mayo                    | Deportivo Cali                | 4 - 2                         | Millonarios                   |
| 11 de mayo                    | Bucaramanga                   | 2 - 0                         | Huila                         |
| 11 de mayo                    | Envigado                      | 1 - 2                         | Boyacá Chicó                  |

| Fecha 18 - 15 de mayo de 2005 | Fecha 18 - 15 de mayo de 2005 | Fecha 18 - 15 de mayo de 2005 | Fecha 18 - 15 de mayo de 2005 |
| Fecha                         | Equipo local                  | Resultado                     | Equipo visitante              |
| ----------------------------- | ----------------------------- | ----------------------------- | ----------------------------- |
| 15 de mayo                    | Boyacá Chicó                  | 0 - 0                         | Tolima                        |
| 15 de mayo                    | Huila                         | 2 - 1                         | Envigado                      |
| 15 de mayo                    | Millonarios                   | 1 - 1                         | Bucaramanga                   |
| 15 de mayo                    | Pereira                       | 0 - 2                         | Deportivo Cali                |
| 15 de mayo                    | Medellín                      | 5 - 0                         | Magdalena                     |
| 15 de mayo                    | América de Cali               | 1 - 1                         | Once Caldas                   |
| 15 de mayo                    | Junior                        | 2 - 0                         | Atlético Nacional             |
| 15 de mayo                    | Cartagena                     | 0 - 2                         | Santa Fe                      |
| 15 de mayo                    | Quindío                       | 1 - 1                         | Pasto                         |

## Cuadrangulares semifinales
La segunda fase del Torneo Apertura 2005 consiste en los cuadrangulares semifinales. Estos los disputan los ocho mejores equipos del torneo distribuidos en dos grupos de cuatro equipos divididos en pares e impares. Los ganadores de cada grupo se enfrentan en la gran final para definir al campeón.

### Grupo A
| R   | Pos | Equipo                 | Pts | PJ | PG | PE | PP | GF | GC | Dif |
| --- | --- | ---------------------- | --- | -- | -- | -- | -- | -- | -- | --- |
| (1) | 1.  | Atlético Nacional      | 14  | 6  | 4  | 2  | 0  | 11 | 5  | 6   |
| (7) | 2.  | Deportes Tolima        | 13  | 6  | 4  | 1  | 1  | 13 | 9  | 4   |
| (3) | 3.  | Independiente Medellín | 6   | 6  | 2  | 0  | 4  | 11 | 15 | -4  |
| (5) | 4.  | Deportivo Cali         | 1   | 6  | 0  | 1  | 5  | 6  | 12 | -6  |

 R=Clasificación en la fase de todos contra todos; Pts=Puntos; PJ=Partidos jugados; G=Partidos ganados; E=Partidos empatados; P=Partidos perdidos; GF=Goles a favor; GC=Goles en contra; DIF=Diferencia de gol
| Fecha 1 - 18 de mayo de 2005 | Fecha 1 - 18 de mayo de 2005 | Fecha 1 - 18 de mayo de 2005 |
| Equipo local                 | Resultado                    | Equipo visitante             |
| ---------------------------- | ---------------------------- | ---------------------------- |
| Atlético Nacional            | 0 - 0                        | Deportivo Cali               |
| Tolima                       | 3 - 1                        | Medellín                     |

| Fecha 2 - 22 de mayo de 2005 | Fecha 2 - 22 de mayo de 2005 | Fecha 2 - 22 de mayo de 2005 |
| Equipo local                 | Resultado                    | Equipo visitante             |
| ---------------------------- | ---------------------------- | ---------------------------- |
| Deportivo Cali               | 0 - 1                        | Tolima                       |
| Medellín                     | 1 - 2                        | Atlético Nacional            |

| Fecha 3 - 25 y 26 de mayo de 2005 | Fecha 3 - 25 y 26 de mayo de 2005 | Fecha 3 - 25 y 26 de mayo de 2005 |
| Equipo local                      | Resultado                         | Equipo visitante                  |
| --------------------------------- | --------------------------------- | --------------------------------- |
| Deportivo Cali                    | 1 - 2                             | Medellín                          |
| Atlético Nacional                 | 4 - 1                             | Tolima                            |

| Fecha 4 - 12 de junio de 2005 | Fecha 4 - 12 de junio de 2005 | Fecha 4 - 12 de junio de 2005 |
| Equipo local                  | Resultado                     | Equipo visitante              |
| ----------------------------- | ----------------------------- | ----------------------------- |
| Medellín                      | 4 - 3                         | Deportivo Cali                |
| Tolima                        | 1 - 1                         | Atlético Nacional             |

| Fecha 5 - 15 de junio de 2005 | Fecha 5 - 15 de junio de 2005 | Fecha 5 - 15 de junio de 2005 |
| Equipo local                  | Resultado                     | Equipo visitante              |
| ----------------------------- | ----------------------------- | ----------------------------- |
| Tolima                        | 3 - 1                         | Deportivo Cali                |
| Atlético Nacional             | 2 - 1                         | Medellín                      |

| Fecha 6 - 19 de junio de 2005 | Fecha 6 - 19 de junio de 2005 | Fecha 6 - 19 de junio de 2005 |
| Equipo local                  | Resultado                     | Equipo visitante              |
| ----------------------------- | ----------------------------- | ----------------------------- |
| Deportivo Cali                | 1 - 2                         | Atlético Nacional             |
| Medellín                      | 2 - 4                         | Tolima                        |

### Grupo B
| R   | Pos | Equipo                 | Pts | PJ | PG | PE | PP | GF | GC | Dif |
| --- | --- | ---------------------- | --- | -- | -- | -- | -- | -- | -- | --- |
| (2) | 1.  | Independiente Santa Fe | 12  | 6  | 4  | 0  | 2  | 8  | 5  | 3   |
| (4) | 2.  | Envigado F. C.         | 11  | 6  | 3  | 2  | 1  | 9  | 6  | 3   |
| (6) | 3.  | Atlético Huila         | 6   | 6  | 1  | 3  | 2  | 10 | 12 | -2  |
| (8) | 4.  | Once Caldas            | 3   | 6  | 0  | 3  | 3  | 6  | 10 | -4  |

 R=Clasificación en la fase de todos contra todos; Pts=Puntos; PJ=Partidos jugados; G=Partidos ganados; E=Partidos empatados; P=Partidos perdidos; GF=Goles a favor; GC=Goles en contra; DIF=Diferencia de gol
| Fecha 1 - 18 de mayo de 2005 | Fecha 1 - 18 de mayo de 2005 | Fecha 1 - 18 de mayo de 2005 |
| Equipo local                 | Resultado                    | Equipo visitante             |
| ---------------------------- | ---------------------------- | ---------------------------- |
| Santa Fe                     | 4 - 2                        | Huila                        |
| Envigado                     | 2 - 1                        | Once Caldas                  |

| Fecha 2 - 22 de mayo de 2005 | Fecha 2 - 22 de mayo de 2005 | Fecha 2 - 22 de mayo de 2005 |
| Equipo local                 | Resultado                    | Equipo visitante             |
| ---------------------------- | ---------------------------- | ---------------------------- |
| Huila                        | 2 - 2                        | Envigado                     |
| Once Caldas                  | 0 - 1                        | Santa Fe                     |

| Fecha 3 - 25 de mayo de 2005 | Fecha 3 - 25 de mayo de 2005 | Fecha 3 - 25 de mayo de 2005 |
| Equipo local                 | Resultado                    | Equipo visitante             |
| ---------------------------- | ---------------------------- | ---------------------------- |
| Huila                        | 2 - 2                        | Once Caldas                  |
| Santa Fe                     | 0 - 2                        | Envigado                     |

| Fecha 4 - 11 y 12 de junio de 2005 | Fecha 4 - 11 y 12 de junio de 2005 | Fecha 4 - 11 y 12 de junio de 2005 |
| Equipo local                       | Resultado                          | Equipo visitante                   |
| ---------------------------------- | ---------------------------------- | ---------------------------------- |
| Envigado                           | 0 - 1                              | Santa Fe                           |
| Once Caldas                        | 2 - 2                              | Huila                              |

| Fecha 5 - 15 de junio de 2005 | Fecha 5 - 15 de junio de 2005 | Fecha 5 - 15 de junio de 2005 |
| Equipo local                  | Resultado                     | Equipo visitante              |
| ----------------------------- | ----------------------------- | ----------------------------- |
| Envigado                      | 2 - 1                         | Huila                         |
| Santa Fe                      | 2 - 0                         | Once Caldas                   |

| Fecha 6 - 19 de junio de 2005 | Fecha 6 - 19 de junio de 2005 | Fecha 6 - 19 de junio de 2005 |
| Equipo local                  | Resultado                     | Equipo visitante              |
| ----------------------------- | ----------------------------- | ----------------------------- |
| Huila                         | 1 - 0                         | Santa Fe                      |
| Once Caldas                   | 1 - 1                         | Envigado                      |

## Final
| Fecha                                                          | Ciudad   | Equipo local      | Resultado | Equipo visitante  |
| -------------------------------------------------------------- | -------- | ----------------- | --------- | ----------------- |
| 22 de junio                                                    | Bogotá   | Santa Fe          | 0 - 0     | Atlético Nacional |
| 26 de junio                                                    | Medellín | Atlético Nacional | 2 - 0     | Santa Fe          |
| Atlético Nacional es el campeón con el marcador global de 2-0. |          |                   |           |                   |

|                                      |
| Bandera de Colombia                  |
| Campeón Atlético Nacional 8.º título |

## Goleadores
| Jugador                 | Equipo            | Goles |
| ----------------------- | ----------------- | ----- |
| Víctor Hugo Aristizábal | Atlético Nacional | 16    |
| Edixon Perea            | Atlético Nacional | 15    |
| Milton Rodríguez        | Deportivo Cali    | 14    |
| Orlando Ballesteros     | Envigado F. C.    | 14    |
| Víctor Bonilla          | Deportes Tolima   | 14    |